# Altsiedelland
L'Altsiedelland ("antica terra di insediamento") è un termine tedesco che si riferisce alle aree popolate in quelle parti dell'Europa centrale che furono colonizzate relativamente presto, storicamente parlando.
L'Altsiedelland fu il risultato della prima acquisizione storica di terreni nell'Europa centrale tra il V e l'VIII secolo circa. Le aree di insediamento preferite erano quelle facili da sviluppare per l'agricoltura: le regioni del börde, del löss e dei bacini nell'attuale Germania centrale e meridionale, i paesaggi del Gäu a sud-ovest e le creste secche del Geest a nord-ovest, che venivano anche chiamate Gunsträume o "aree favorevoli".  Inizialmente erano colonizzate da cascine singole o doppie, o da piccoli borghi (come i cosiddetti Drubbel).
A partire dal periodo carolingio, la crescente popolazione iniziò a sviluppare anche i terreni meno favorevoli, estendendo i terreni agricoli degli insediamenti esistenti o disboscando le aree precedentemente disabitate e creando nuovi villaggi. Queste nuove aree vengono logicamente chiamate Jungsiedelland ("nuove terre di insediamento").